# Nicholas Alexander Chavez
Nicholas Alexander Chavez (Houston, 6 september 1999) is een Amerikaans acteur. Hij speelde in diverse films en series, waaronder Crushed, General Hospital en Monsters: The Lyle and Erik Menendez Story.

## Levensloop
Chavez maakte op 1 juli 2021 zijn debuut als televisieacteur in de ABC-televisieserie General Hospital, waarin hij de rol van Spencer Cassadine vertolkte. Datzelfde jaar in november wist Chavez de Soap Hub Award te winnen in de categorie Favorite Newcomer; een ruim half jaar later in juni 2022, won hij voor diezelfde rol tevens een Daytime Emmy Award in de categorie Outstanding Younger Performer in a Drama Series. Chavez vertolkte deze rol tot januari 2024.
In april 2022 maakte Chavez zijn filmdebuut in de komediefilm Crushed, waarin hij de rol van Jason Curtis vertolkte. Twee jaar later, in september 2024, vertolkte Chavez de hoofdrol van Lyle Menendez in de Netflix-serie Monsters: The Lyle and Erik Menendez Story; dat als tweede serie dient in de Monster-reeks.

## Filmografie

### Film
- 2022: Crushed, als Jason Curtis
- 2025: I Know What You Did Last Summer, als Billy (verwijderde scènes)[5]

### Televisie
- 2021-2024: General Hospital, als Spencer Cassadine
- 2024: Monsters: The Lyle and Erik Menendez Story, als Lyle Menendez
- 2024: Grotesuerie, als vader Charlie

## Prijzen en nominaties
| Award              | Jaar | Categorie                                       | Werk             | Resultaat   | Ref.  |
| ------------------ | ---- | ----------------------------------------------- | ---------------- | ----------- | ----- |
| Soap Hub Awards    | 2021 | Favorite Newcomer                               | General Hospital | Gewonnen    | [ 2 ] |
| Daytime Emmy Award | 2022 | Outstanding Younger Performer in a Drama Series | General Hospital | Gewonnen    | [ 3 ] |
| Daytime Emmy Award | 2023 | Outstanding Supporting Actor in a Drama Series  | General Hospital | Genomineerd | [ 6 ] |